# Єжикі
Єжикі (пол. Jeżyki, нім. Giesenaue) — село в Польщі, у гміні Боґданець Ґожовського повіту Любуського воєводства.
Населення — 193 особи (2011).

## Демографія
Демографічна структура станом на 31 березня 2011 року:
|          | Загалом | Допрацездатний вік | Працездатний вік | Постпрацездатний вік |
| -------- | ------- | ------------------ | ---------------- | -------------------- |
| Чоловіки | 87      | 16                 | 67               | 4                    |
| Жінки    | 106     | 35                 | 59               | 12                   |
| Разом    | 193     | 51                 | 126              | 16                   |